# Taleb Twatiha
Taleb Twatiha ou Taleb Tawatha (hébreu : טאלב טואטחה), né le 21 juin 1992 à Jisr az-Zarqa (en), est un footballeur israélien. Il évolue au poste d'arrière latéral au Bnei Sakhnin FC. Il a pris sa retraite le 20 novembre 2024.

## Palmarès
- Champion d'Israël en 2011 avec le Maccabi Haïfa
- Champion de Bulgarie en 2020 et 2021 avec le Ludogorets Razgrad
- Finaliste de la Coupe d'Israël en 2011 et 2012 avec le Maccabi Haïfa
- Finaliste de la Supercoupe de Bulgarie en 2020 avec le Ludogorets Razgrad